# 張順孫 (天啓進士)
张顺孙（？—？），號玉崙，四川重庆府合州铜梁县官籍湖广孝感县人。明朝政治人物。

## 生平
易五房，甲午二月初十日生。萬曆三十七年（1609年）己酉科四川鄉試第十名舉人，天啓二年（1622年）壬戌科会试第九十九名，二甲五十二名進士，三年授户部山西司主事，四年管禄米仓，丁忧。崇祯二年起补河南司，回籍。